# كلديرا يلوستون

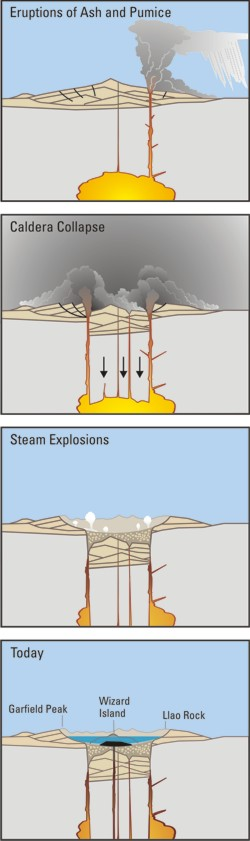
كيفية تشكل الكلديرا

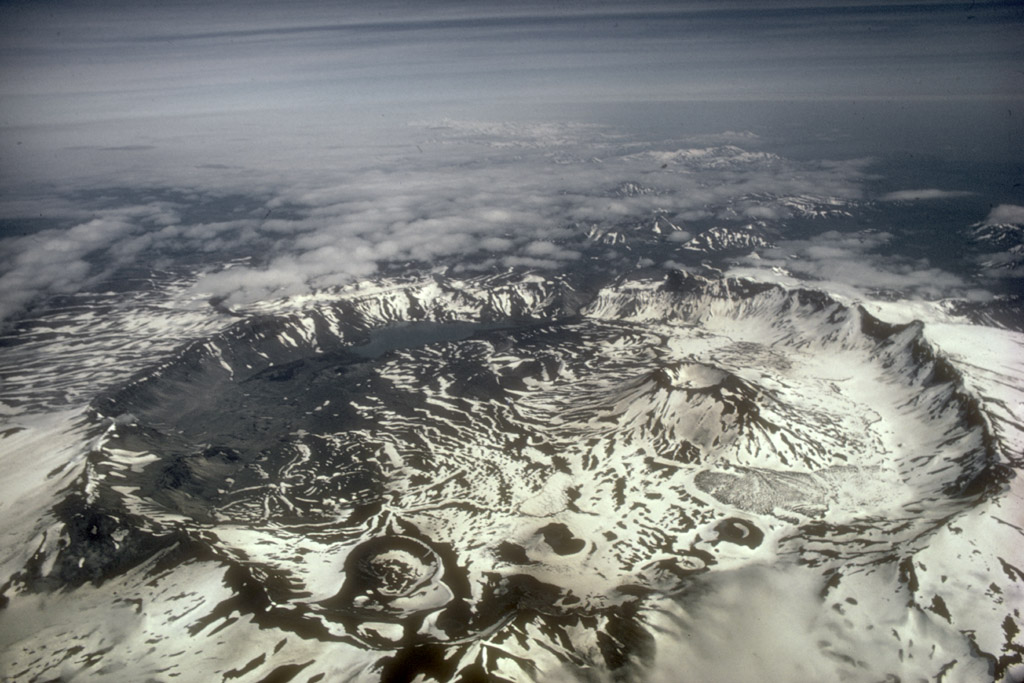
كلديرا في جبل أنياكشاك في ألاسكا

كلديرا  يلوستون (بالإنجليزية:Yellowstone Caldera) هي كلديرا  بركانية وبركان هائل تقع في حديقة يلوستون الوطنية في الولايات المتحدة، يشار إليها أحيانا باسم بركان يلوستون الهائل (Yellowstone Supervolcano). يقع البركان في الركن الشمالي الغربي من وايومنغ، الذي يكون الغالبية العظمى من الحديقة. مساحة منطقة كلديرا  يلوستون هي نحو 55 كيلومتر في 70 كيلومتر.

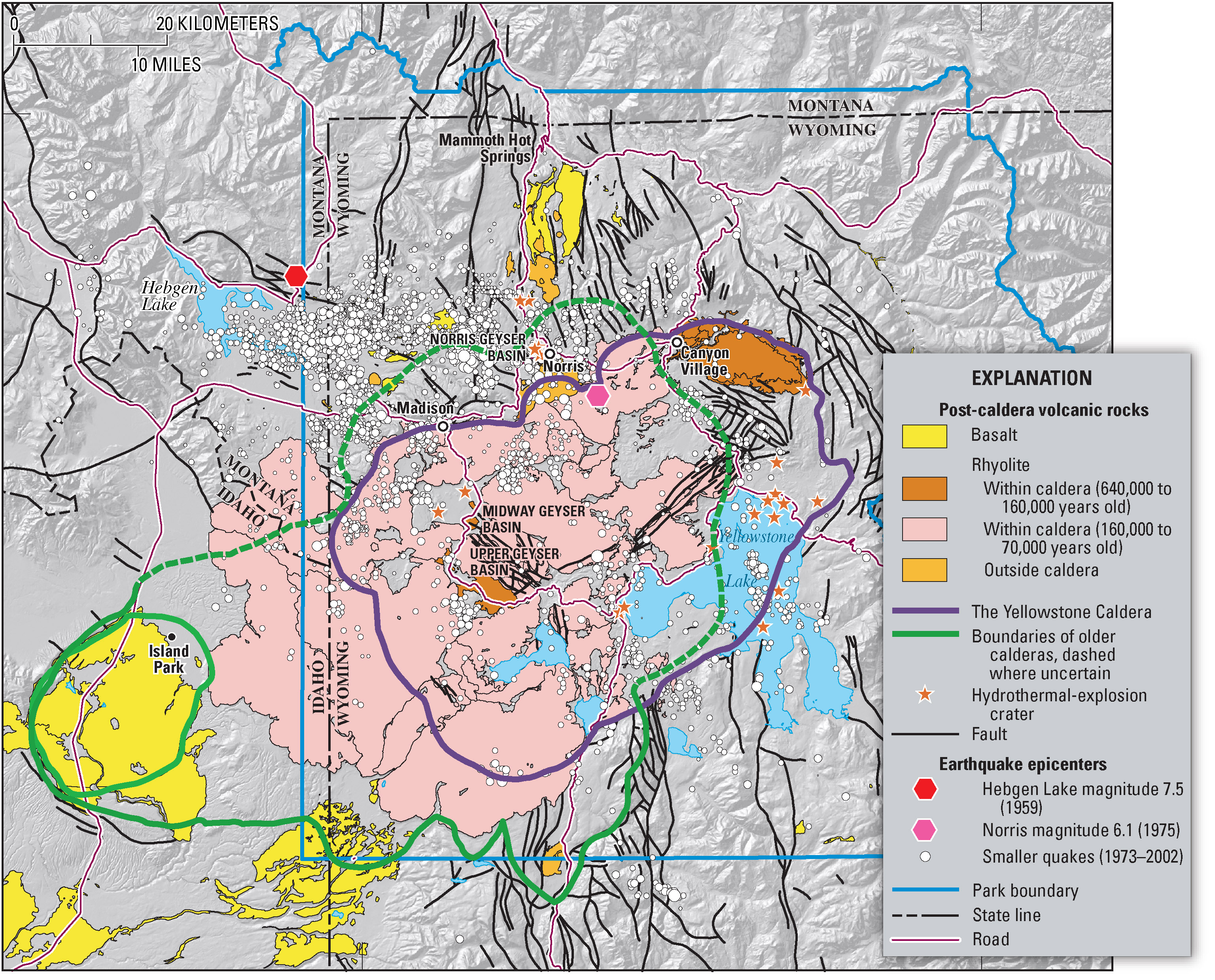
منطقة يلوستون وتقع فوق ثلاثة كلديرا ت متصلة ببعضها البعض (USGS)

## التطور البركاني
يعتبر نشاط يلوستون البركاني نشاطا حديثا فقد تكونت من الكلديرا  بركان هائل على مراحل قبل 1و2 مليون سنة و3و1 مليون سنة وقبل 640.000 سنة.
تقع منطقة يلوستون تقع فوق نقطة ساخنة من الصخور الساخنة المنصهرة وتكون عباءة صخرة ترتفع نحو السطح. في حين أن نقطة يلوستون الساخنة هي الآن تحت هضبة يلوستون، فإنها ساعدت في السابق في خلق نهر الأفعى الشرقى (إلى الغرب من يلوستون) من خلال سلسلة من الثورات البركانية الضخمة. البقعة الساخنة يبدو أنها تتحرك تحت الأرض في اتجاه الشرق والشمال الشرقي، ولكن في الواقع فإن البقعة الساخنة أعمق بكثير من التضاريس وهي تعتبر ساكنة بالنسبة إلى صفيحة أمريكا الشمالية التي تتحرك فوقها إلى الغرب -الجنوب الغربي.
على مدى السنوات ال 18 مليون عام ماضية أو نحو ذلك، وقد ولدت هذه البقع الساخنة والانفجارات العنيفة وتسببت في فيضانات من الحمم البازلتية. وقد ساعدت هذه الانفجارات والنشاط البركاني في تكون الجزء الشرقي من نهر الأفعى عادي من منطقة جبلية مرة واحدة. عشرة من تلك الثورات على الأقل كانت ضخمة بحيث يتم تصنيفها على أنها حمم بركانية.حيث الانفجارات البركانية أحيانا تفرغ إفرازاتها من الحمم المنصهرة بسرعة بحيث تتسبب في غمر الأراضي المعرضة للانهيار في منخفضات الصخور المنصهرة، وتشكيل أراض هابطة تسمى جغرافيا كلديرا . يمكن أن تتشكل «الكلديرا » (بركان هائل) من حمم بركانية متفجرة تكون واسعة وعميقة، كما من الممكن أن تكون متوسطة وكبيرة الحجم، ويمكن أن تكون مسؤولة عن تدمير مساحات واسعة من السلاسل الجبلية.
أقدم كلديرا  معروفة في أمريكا الشمالية هي في منطقة ماكديرميت، نيفادا-أوريغون. وعلى الرغم من وجود صخور شبه منصهرة متراكمة وتصدعات التي تميز مجموعة كلديرا ت تغطي دائرة قطرها نحو 60 كيلومتر، فمنها «مجموعة كارماكس» جنوب غرب يوكون، كندا. وقد فسرت تلك بأنها تكونت قبل 70 مليون سنة عن طريق البقعة الساخنة ليليوستون.
ومع تكاثر بقايا النشاطات البركانية في تلك المنطقة فإننا نجدها في هيئة حقول بركانية تغطي بعضها البعض، وهي تمتد من نيفادا إلى أوريغون عبر سهل نهر الأفعى شرقا ومنتهيا عند هضبة يلوستون.
أحد تلك الكلديرا ت وهي كلديرا  برونو-جاربيدغ التي تقع في جنوب إيداهو قد تكونت قبل 10 - 12 مليون سنة حيث تراكم رمادها بارتفاع 30 سمتيمتر وغطي منطقة تبلغ نحو 1000 كيلومتر إلى شمال شرق نبراسكا وعمل عل فناء قطعان من الخرتيت والجمال وحيوانات أخرى. تكونت بذلك ما نجده الآن من أحواض كبيرة مليئة بالرماد وتحتها أحفورات تلك الحيوانات، وهي الآن تشكل محمية وطنية تاريخية.
تقدر مصلحة الجيولوجيا بالولايات المتحدة أن نشاطا أو نشاطين كبيري من درجة الكلديرا  بالإضافة إلى نحو 100 نشاطا باعثا للابة تحدث كل مليون سنة، بالإضافة إلى عدد كبير من النشاط الباعث للبخار كل مئة عام.

### مخاطر الإنفجار البركانى
آخر واسع النطاق اندلاع بركان يلوستون، والحمم كريك الذي وقع الانفجار قرابة 640,000 سنة مضت، تطرد ما يقرب من240 ميل مكعب (1,000 كـم3) من الصخور والغبار والرماد البركاني في السماء.
الجيولوجيين يراقبون عن كثب صعود وسقوط هضبة يلوستون، والذي يقيس في المتوسط 0.6 بوصة سنويا، كمؤشر على التغييرات في ضغط الماجما المنصهرة.
الحركة الصعودية لأرضية كلديرا  اليلوستون بين عامي 2004 و2008 - تقريبا 3 يوصة كل عام - وأكثر من ثلاثة أضعاف القياسات التي لوحظت منذ ذلك الحين حيث بدأت هذه القياسات في عام 1923. من منتصف الصيف 2004 من خلال منتصف صيف 2008، انتقل سطح الأرض داخل كلديرا  التصاعدي بقدر ما 8 بوصة في محطة الأبيض بحيرة GPS. بحلول نهاية عام 2009، فإن الرفع قد تباطأ بشكل كبير وعلى ما يبدو توقفت. في يناير 2010، ذكرت هيئة المسح الجيولوجي الأمريكية ان «رفع كلديرا  يلوستون من تباطأ بشكل ملحوظ» ولكن لايزال الرفع مستمرا ولكن بوتيرة أبطأ هيئة المسح الجيولوجي الأمريكية، جامعة ولاية يوتا والعلماء الخدمة الوطنية بارك مع مرصد بركان يلوستون الحفاظ على أنهم «لا أرى أي دليل على أن مثل هذه آخر ثورة ستحدث زلزالا عنيفا في يلوستون في المستقبل المنظور. فترات تكرار هذه الأحداث ليست منتظمة ولا يمكن التنبؤ بها.»
وفقا للدراسة ناشيونال جيوغرافيك (مجلة) على الأرجح تكون الإندلاعات الرئيسية التالية في يلوستون سوف تقع في واحدة من المناطق الثلاث التي تعمل بالتوازي خطأ الشمال / الشمال الغربي عبر الحديقة. بعيدا في ألاسكا أن تغيير النشاط من السخانات والعديد من هوتسبرينجس لعدة أشهر بعد ذلك......ref name=NG/>